# Juliane av Sachsen-Coburg-Saalfeld
Juliane Henriette Ulrike av Sachsen-Coburg-Saalfeld, född 23 september 1781 i Coburg, död 15 augusti 1860 i Elfenau, var en tysk adelsdam och under en tid rysk storfurstinna som gift med storfurst Konstantin Pavlovitj av Ryssland.

## Biografi
Juliane var dotter till Frans Fredrik av Sachsen-Coburg-Saalfeld och Augusta Caroline av Reuss samt syster till kung Leopold I av Belgien.
Juliane reste till Ryssland med sina systrar Sophie och Antoinette, där hon valdes ut till brud åt Konstantin av Katarina den stora. Hon fick sedan döpas till Anna Feodorovna i den rysk-ortodoxa religionen innan hon blev gift med Konstantin 26 februari 1796. Äktenskapet var olyckligt och Anna reste 1799 tillbaka till Coburg: hon återvände snart, men lämnade efter en rad sexuella intriger Ryssland en andra gång 1801.
1808 fick hon sonen Eduard Edgar Schmidt-Löwe, möjligen med den franske adelsmannen Jules Gabriel Emile de Seigneux. Sonen blev adlad von Löwenfels av hennes bror Ernst I, hertig av Sachsen-Coburg-Saalfeld och Gotha 1818. 1812 flyttade hon till Bern i Schweiz och fick dottern Louise Hilda Agnes d'Aubert med den schweiziske kirurgen Rodolphe Abraham de Schiferli, som var anställd som hovmästare i hennes hus. Dottern adopterades bort.
1814 bad hennes make henne att återvända till Ryssland, men hon tackade nej. Hon byggde herrgården Elfenau som blev ett centrum för musikaliska sällskap, där hon dog. Hennes äktenskap avslutades formellt 1820.